# Károly Kós
Károly Kós (rođen kao Károly Kosch, Temišvar 16. prosinca 1883. – Cluj, 25. kolovoza 1977.) bio je mađarski arhitekt, pisac, ilustrator, etnolog i političar Austro-Ugarske i Rumunjske.
Godine 1909. napravio je projekte za rimokatoličku crkvu u Zebegényju, župnu zgradu Reformirane crkve u Óbudi i kompleks zoološkog vrta u Budimpešti (s Dezső Zrumeczkyjem). Tijekom 1910-ih dovršio je crkvu u Cluju i bolnicu u Sfântu Gheorghe. U to vrijeme njegov je stil bio pod utjecajem bečke secesije.
Započeo je političku karijeru te je zajedno s Lajosom Albrechtom i drugima, bio jedan od osnivača Transilvanske narodne stranke 1921. Kasnije su ti isti ljudi utemeljili Mađarsku stranku u Rumunjskoj. Kós je također uredio svoj ilustrirani politički časopis Vasárnap.
Godine 1924., nekoliko njegovih prijatelja i on osnovali su izdavačku kuću pod imenom "Transilvanijski ceh likovnih umjetnosti". Od 1931. bio je voditelj neovisne interesne skupine mađarskih umjetnika u Rumunjskoj.
Godine 1944. opljačkana je njegova kuća u Stani (dio sjeverne Transilvanije), a on je pobjegao u Cluj, gdje se ponovno pridružio svojoj obitelji. Bio je direktor Transilvanijskog mađarskoga gospodarskoga udruženja. Kao političar bio je predsjednik političke stranke u Rumunjskoj pod imenom Mađarski narodni savez, a potom član Skupštine zastupnika u Rumunjskoj (1946.-'48.)
Kós je predavao na Kolegiju za poljoprivredu u Cluju do 1953. godine, popunjavajući mjesto dekana 1945. i pridonio je časopisu Világosság između 1948. i 1949. godine. Umro je u Cluju.